# 3065 Sarahill
A 3065 Sarahill (ideiglenes jelöléssel 1984 CV) a Naprendszer kisbolygóövében található aszteroida. Edward L. G. Bowell fedezte fel 1984. február 8-án.